# Miss Serbia

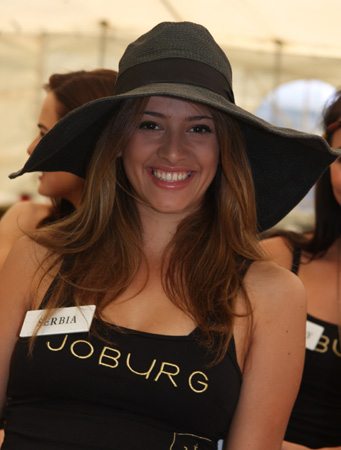
Nevena Lipovac, Miss Serbia 2008.

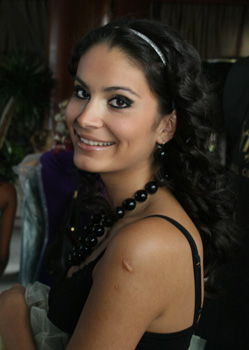
Mirjana Božović, Miss Serbia 2007.

Miss Serbia (Мис Србијe) è un concorso di bellezza nazionale per donne non sposate in Serbia, che si tiene annualmente dal 2006. Le vincitrici rappresentano il proprio paese a Miss Mondo.
Il concorso è organizzato dall'agenzia Miss Yu Co., che in passato sin dal 2003 si era occupato anche dell'organizzazione di Miss Serbia e Montenegro.

## Albo d'oro

### Miss Serbia
| Anno | Vincitrice                    |
| ---- | ----------------------------- |
| 2006 | Vedrana Grbović               |
| 2007 | Mirjana Božović               |
| 2008 | Nevena Lipovac                |
| 2009 | Jelena Marković               |
| 2010 | Milica Jelić                  |
| 2011 | Milica Tepavac                |
| 2012 | Nikolina Bojic (detronizzata) |

### Rappresentante per Miss Mondo
| Anno | Vincitrice        | Piazzamento |
| ---- | ----------------- | ----------- |
| 2006 | Vedrana Grbović   |             |
| 2007 | Mirjana Božović   |             |
| 2008 | Nevena Lipovac    |             |
| 2009 | Jelena Marković   |             |
| 2010 | Milica Jelić      |             |
| 2011 | Milica Tepavac    |             |
| 2012 | Bojana Lečić      |             |
| 2013 | Aleksandra Doknić |             |

### Rappresentante per Miss Universo
| Anno | Vincitrice        | Piazzamento |
| ---- | ----------------- | ----------- |
| 2007 | Teodora Marčić    |             |
| 2008 | Bojana Borić      |             |
| 2009 | Dragana Atlija    |             |
| 2010 | Lidija Kocić      |             |
| 2011 | Anja Šaranović    |             |
| 2012 | Branislava Mandic |             |
| 2013 | Ana Vrcelj        |             |

### Rappresentante per Miss International
| Anno | Vincitrice       | Piazzamento |
| ---- | ---------------- | ----------- |
| 2006 | Danka Dizdarević | Top 15      |
| 2007 | Teodora Marčić   |             |
| 2008 | Sanja Radinovic  |             |
| 2010 | Anja Šaranović   | Top 15      |

### Rappresentante per Miss Terra
| Anno | Vincitrice        | Piazzamento |
| ---- | ----------------- | ----------- |
| 2006 | Dubravka Skoric   |             |
| 2007 | Sladjana Damjanac |             |
| 2008 | Bojana Traljic    |             |
| 2009 | Dijana Milojkovic |             |
| 2010 | Tijana Rakic      | Miss Aodai  |